# KkStB 38
Die Dampflokomotivreihe kkStB 38 waren Güterzug-Schlepptenderlokomotiven der kkStB, die ursprünglich von der Galizischen Carl Ludwig-Bahn stammten.
Die Lokomotiven wurden 1868 bis 1878 von der Wiener Neustädter Lokomotivfabrik, von der Lokomotivfabrik der StEG und von Kessler in Esslingen geliefert.
Sie wurden nach 1892 neu bekesselt. Die Tabelle zeigt die Dimensionen mit den neuen Kesseln.
Nach der Verstaatlichung 1892 wurden 95 Maschinen von der kkStB als Reihe 38 eingereiht (38.01–06 und 09–97).
Nach dem Ersten Weltkrieg wurden die verbliebenen Maschinen zwischen den FS und den PKP aufgeteilt. Die PKP schied sie aus, ohne ihnen eine eigene Reihenbezeichnung zu geben. Die FS ordnete sie als Reihe 221 ein.